# Mía (canción de Bad Bunny)
«Mía» (estilizada en mayúsculas y sin acentuar) es una canción del cantante puertorriqueño Bad Bunny en colaboración con el rapero canadiense Drake. La canción fue lanzada a través de Rimas Entertainment, OVO Sound y Warner Bros. Records el 11 de octubre de 2018 como el segundo sencillo de su álbum de estudio debut, X 100pre (2018). Fue escrita por Benito Martínez, Aubrey Graham, Edgar Semper Vargas, Elvin Peña, Francis Díaz, Henry Pulman, Luian Malave Nieves, Max Borghetti, Joseph Negron Vélez, Noah Assad y Xavier Semper Vargas, y producida por DJ Luian, Mambo Kingz junto a Tainy y La Paciencia
«Mía» alcanzó el puesto número cinco en la lista estadounidense Billboard Hot 100, convirtiéndose en el primer top 10 de Bunny en la lista como artista principal y en el 26º de Drake. La canción también encabezó las listas de éxitos en España y alcanzó el top 10 en Argentina, Canadá, Colombia, Grecia, Portugal, Rumania, Suiza y Venezuela; así como los 20 primeros puestos en Francia, Italia, Reino Unido y Suecia.

## Antecedentes
El 25 de enero de 2018, Bunny publicó un fragmento de la canción en Instagram.  Poco antes del lanzamiento de la canción, Drake publicó una foto de sí mismo posando en el set del video. Es la primera canción en la que Drake canta completamente en español.

## Video musical
El video musical que acompaña a la canción se lanzó el 11 de octubre de 2018 en el canal de YouTube de Bunny y fue dirigido por Fernando Lugo.

## Personal
Créditos adaptados de Tidal.
- Greg Moffett - Asistente de ingeniería de mezcla
- Les Bateman - Ingeniería
- Lindsay Warner - Ingeniería
- David Castro - Ingeniería
- Chris Athens - Masterización
- Noah Shebib - Mezclando
- Noel Campbell - Mezcla

## Posicionamiento en listas

### Semanales
| Lista (2018–19)                                    | Mejor posición |
| -------------------------------------------------- | -------------- |
| Argentina (Argentina Hot 100)                      | 3              |
| Argentina Airplay (Monitor Latino)                 | 5              |
| Alemania (Media Control AG)                        | 26             |
| Australia (ARIA)                                   | 40             |
| Austria (Ö3 Austria Top 40)                        | 26             |
| Bélgica (Flandes) (Ultratop 50)                    | 49             |
| Bélgica (Valonia) (Ultratop 50)                    | 21             |
| Canadá (Canadian Hot 100)                          | 3              |
| Colombia (National-Report)                         | 6              |
| Croacia (HRT)                                      | 78             |
| Dinamarca (Tracklisten)                            | 34             |
| Eslovaquia (Singles Digitál Top 100)               | 17             |
| España (PROMUSICAE)                                | 1              |
| Estados Unidos (Billboard Hot 100)                 | 5              |
| Estados Unidos (Hot Dance Club Songs)              | 38             |
| Estados Unidos (Hot Latin Songs)                   | 1              |
| Estados Unidos (Mainstream Top 40)                 | 22             |
| Estados Unidos (Rhythmic)                          | 1              |
| Francia (SNEP)                                     | 15             |
| Grecia International Digital Singles (IFPI Grecia) | 4              |
| Hungría (Dance Top 40)                             | 22             |
| Hungría (Stream Top 40)                            | 19             |
| Irlanda (IRMA)                                     | 28             |
| Italia (FIMI)                                      | 14             |
| Noruega (VG-lista)                                 | 29             |
| Nueva Zelanda Hot Singles (RMNZ)                   | 4              |
| Países Bajos (Dutch Top 40)                        | 28             |
| Países Bajos (Mega Single Top 100)                 | 27             |
| Portugal (AFP)                                     | 3              |
| Reino Unido (UK Singles Chart)                     | 13             |
| República Checa (Rádio Top 100)                    | 29             |
| Rumania (Airplay 100)                              | 7              |
| Singapur (RIAS)                                    | 25             |
| Suecia (Sverigetopplistan)                         | 16             |
| Suiza (Schweizer Hitparade)                        | 3              |
| Venezuela (National-Report)                        | 5              |

### Fin de año
| Lista (2018)                | Posición |
| --------------------------- | -------- |
| Suiza (Schweizer Hitparade) | 94       |

## Certificaciones
| País           | Organismo certificador | Certificación       | Ventas certificadas | Ref.   |
| -------------- | ---------------------- | ------------------- | ------------------- | ------ |
| Canadá         | Music Canada           | Platino             | 80 000              | [ 44 ] |
| Estados Unidos | RIAA                   | 11X Platino (Latin) | 660 000             | [ 45 ] |
| Francia        | SNEP                   | Oro                 | 100 000             | [ 46 ] |
| Reino Unido    | BPI                    | Plata               | 200 000             | [ 47 ] |
| Suiza          | IFPI Suiza             | Oro                 | 15 000              | [ 48 ] |

## Historial de lanzamiento
| Región         | Fecha                   | Formato                    | Discográfica                                       | Ref.   |
| -------------- | ----------------------- | -------------------------- | -------------------------------------------------- | ------ |
| Mundial        | 11 de octubre de 2018   | Streaming Descarga digital | OVO Sound Rimas Entertainment Warner Bros. Records | [ 1 ]  |
| Estados Unidos | 27 de noviembre de 2018 | Contemporary hit radio     | OVO Sound Warner Bros. Records                     | [ 49 ] |